# Émile Signol
Émile Signol, född den 8 maj 1804 i Paris, död den 4 oktober 1892 i Montmorency (Val-d'Oise), var en fransk målare. Han  var bror till  Louis Eugène Signol.
Signol studerade i Paris och i Rom, målade en mängd monumentalbilder i kyrkor (i Sainte Madeleine, Saint Roch, Saint Augustin, Saint Sulpice med flera), smärre tavlor med religiösa motiv (Äktenskapsbryterskan inför Kristus, 1840, Luxembourgmuseet), historiska kompositioner (Korstågen predikas, 1844, Versailles) och porträtt.